# 대한민국의 국회사무총장
국회사무총장(國會事務總長)은 국회사무처를 대표하는 직위로, 장관급 정무직공무원으로 보한다.

## 임명
- 국회의장이 각 교섭단체 대표의원과의 협의를 거쳐 본회의의 승인을 받아 임명한다.

## 역할
- (국회사무처법 제4조제1항) 사무총장은 의장의 감독을 받아 국회의 사무를 통할하고 소속공무원을 지휘·감독한다.

## 역대 사무총장

### 국회사무총장
| 국회의장 | 대수           | 이름                              | 임기                              | 비고                          |
| -------- | -------------- | --------------------------------- | --------------------------------- | ----------------------------- |
| 신익희   | 초대           | 전규홍(全奎弘)                    | 1948년 6월 17일~1949년 1월 11일   |                               |
| 신익희   | 2대            | 이철원(李哲源)                    | 1949년 1월 12일~1949년 7월 9일    |                               |
| 신익희   | 3대            | 이종선(李淙銑)                    | 1949년 7월 10일~1950년 6월 27일   |                               |
| 신익희   | 4대            | 박종만(朴鍾萬)                    | 1950년 8월 1일~1954년 6월 16일    |                               |
| 이기붕   | 5대            | 김용우(金用雨)                    | 1954년 6월 17일~1954년 12월 25일  | 국회의원 역임                 |
| 이기붕   | 6대            | 최정우(崔珽宇)                    | 1955년 1월 24일~1959년 2월 2일    |                               |
| 백낙준   | 7대            | 정홍섭(鄭泓燮)                    | 1960년 10월 25일~1961년 2월 23일  | 참의원사무총장                |
| 백낙준   | 7대            | 정운근(鄭雲近)                    | 1961년 4월 1일~1961년 6월 10일    | 참의원사무총장                |
| 곽상훈   | 7대            | 김동성(金東成)                    | 1960년 10월 18일~1961년 6월 10일  | 민의원사무총장, 국회의원 역임 |
| 이효상   | 8대            | 배영호(裵泳鎬)                    | 1963년 12월 28일~1970년 12월 19일 |                               |
| 이효상   | 서리           | 권경식(權景植)                    | 1970년 12월 22일~1971년 7월 28일  |                               |
| 백두진   | 9대            | 선우종원 (鮮宇宗源)               | 1971년 7월 30일~1972년 10월 17일  |                               |
| 정일권   | 9대            | 선우종원 (鮮宇宗源)               | 1973년 3월 12일~1976년 3월 12일   |                               |
| 백두진   | 10대           | 이호진(李鎬賑)                    | 1976년 3월 13일~1980년 10월 29일  |                               |
| 정래혁   | 11대           | 박효진(朴涍鎭)                    | 1981년 4월 11일~1981년 12월 21일  |                               |
| 정래혁   | 12대           | 우병규(禹炳奎)                    | 1981년 12월 22일~1984년 10월 10일 | 국회의원 역임                 |
| 채문식   | 12대           | 우병규(禹炳奎)                    | 1981년 12월 22일~1984년 10월 10일 | 국회의원 역임                 |
| 13대     | 이진우(李珍雨) | 1984년 11월 29일~1985년 12월 17일 | 국회의원 역임                     |                               |
| 13대     | 이진우(李珍雨) | 1984년 11월 29일~1985년 12월 17일 | 국회의원 역임                     | 이재형                        |
| 14대     | 이재환(李在奐) | 1985년 12월 18일~1988년 3월 18일  | 국회의원 역임                     |                               |
| 김재순   | 서리           | 이양우(李亮雨)                    | 1988년 3월 25일~1988년 10월 6일   | 국회의원 역임                 |
| 김재순   | -              | 박상문(朴相文)                    | 1988년 10월 6일~1988년 12월 17일  | 직무대리                      |
| 박준규   | 15대           | 박상문(朴相文)                    | 1988년 12월 17일~1992년 7월 31일  |                               |
| 이만섭   | 16대           | 이광노(李光魯)                    | 1992년 8월 12일~1993년 10월 13일  | 국회의원 역임                 |
| 황낙주   | 17대           | 이종률(李鍾律)                    | 1993년 10월 25일~1996년 7월 10일  | 국회의원 역임                 |
| 김수한   | 18대           | 윤영탁(尹榮卓)                    | 1996년 7월 11일~1998년 9월 2일    | 국회의원 역임                 |
| 박준규   | 19대           | 박실(朴實)                        | 1998년 9월 2일~2000년 2월 12일    | 국회의원 역임                 |
| 이만섭   | 20대           | 김병오(金炳午)                    | 2000년 6월 19일~2002년 7월 12일   | 국회의원 역임                 |
| 박관용   | 21대           | 강용식(康容植)                    | 2002년 7월 12일~2004년 7월 9일    | 국회의원 역임                 |
| 김원기   | 22대           | 남궁석(南宮晳)                    | 2004년 7월 9일~2006년 3월 31일    | 국회의원 역임                 |
| 임채정   | 23대           | 김태랑(金太郞)                    | 2006년 6월 30일~2008년 7월 13일   | 국회의원 역임                 |
| 김형오   | 24대           | 박계동(朴啓東)                    | 2008년 7월 16일~2010년 6월 1일    | 국회의원 역임                 |
| 박희태   | 25대           | 권오을(權五乙)                    | 2010년 6월 15일~2011년 12월 26일  | 국회의원 역임                 |
| 박희태   | 26대           | 윤원중(尹源重)                    | 2011년 12월 29일~2013년 1월 1일   | 국회의원 역임                 |
| 강창희   | 26대           | 윤원중(尹源重)                    | 2011년 12월 29일~2013년 1월 1일   | 국회의원 역임                 |
| 27대     | 정진석(鄭鎭碩) | 2013년 1월 1일~2014년 2월 28일    | 국회의원 역임                     |                               |
| -        | 임병규(林秉圭) | 2014년 2월 28일~2014년 8월 31일   | 직무대리                          |                               |
| -        | 임병규(林秉圭) | 2014년 2월 28일~2014년 8월 31일   | 직무대리                          | 정의화                        |
| 28대     | 박형준(朴亨埈) | 2014년 9월 1일~2016년 6월 20일    | 국회의원 역임                     |                               |
| 28대     | 박형준(朴亨埈) | 2014년 9월 1일~2016년 6월 20일    | 국회의원 역임                     | 정세균                        |
| 29대     | 우윤근(禹潤根) | 2016년 6월 21일~2017년 10월 25일  | 국회의원 역임                     |                               |
| -        | 진정구(陳正九) | 2017년 10월 26일~2017년 10월 31일 | 직무대리                          |                               |
| 30대     | 김교흥(金敎興) | 2017년 11월 1일~2018년 2월 27일   | 국회의원 역임                     |                               |
| 31대     | 김성곤(金星坤) | 2018년 2월 28일~2018년 7월 15일   | 국회의원 역임                     |                               |
| 문희상   | 32대           | 유인태(柳寅泰)                    | 2018년 7월 16일~2020년 6월 28일   | 국회의원 역임                 |
| 박병석   | 33대           | 김영춘(金榮春)                    | 2020년 6월 29일~2020년 12월 28일  | 국회의원 역임                 |
| 박병석   | -              | 전상수(田尙洙)                    | 2020년 12월 28일~2021년 1월 8일   | 직무대리                      |
| 박병석   | 34대           | 이춘석(李春錫)                    | 2021년 1월 8일~2022년 7월 22일    | 국회의원 역임                 |
| 김진표   | 35대           | 이광재(李光宰)                    | 2022년 7월 22일~2023년 12월 28일  | 국회의원 역임                 |
| 김진표   | 36대           | 백재현(白在鉉)                    | 2023년 12월 28일~2024년 6월 27일  | 국회의원 역임                 |
| 우원식   | 37대           | 김민기(金敏基)                    | 2024년 6월 27일~                  | 국회의원 역임                 |

## 같이 보기
- 국회사무처
- 국회사무처 차장
- 국회의장
- 국회부의장
- 국회의장비서실장